# Неграр Вальполичелла

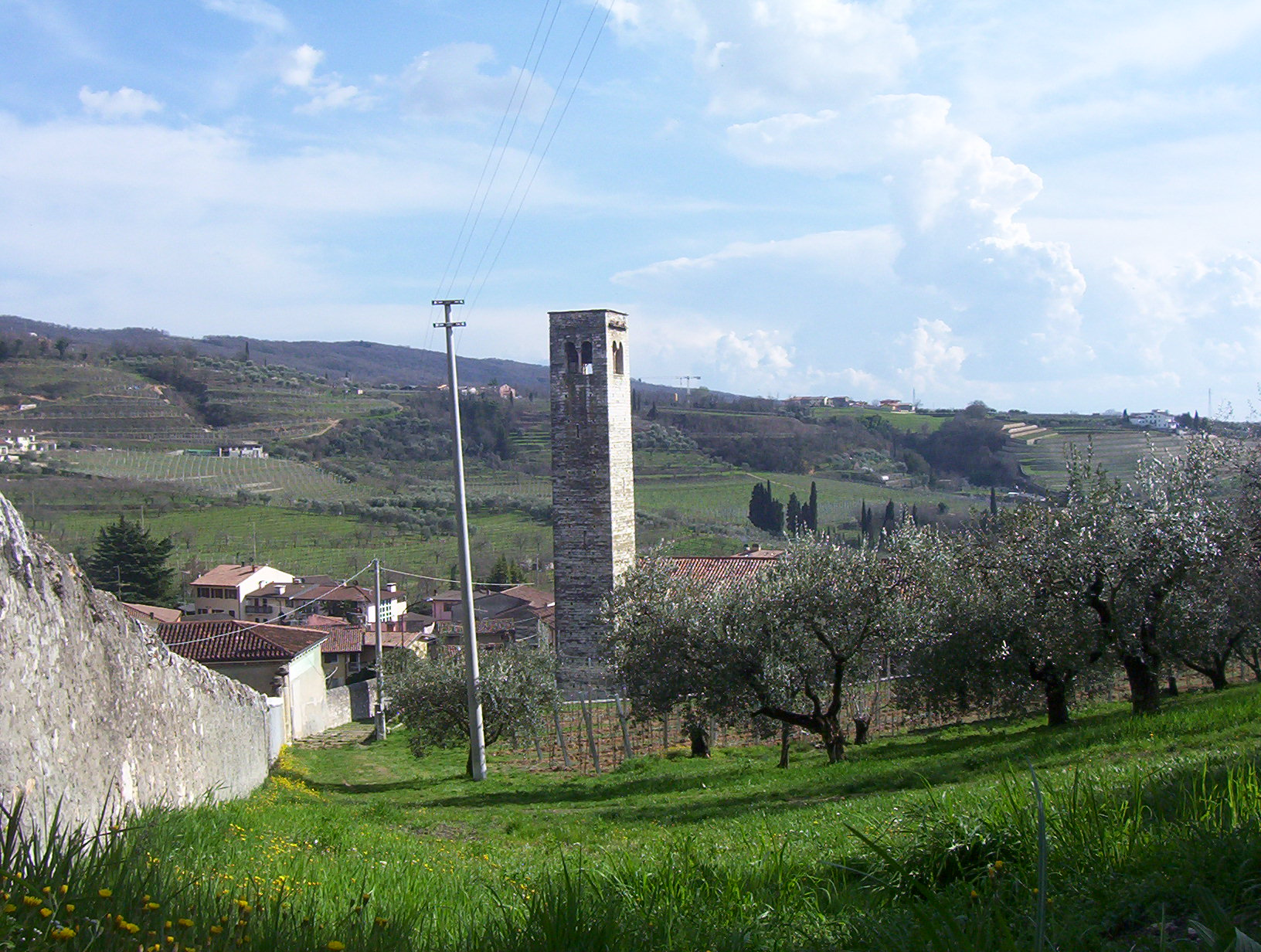

Неграр Вальполичелла (Неграр до 22 февраля 2019; итал. Negrar di Valpolicella ) — коммуна в Италии, располагается в провинции Верона в области Венеция.
Население составляет 17 098  человек (30-11-2017), плотность населения составляет 423,01 чел./км². Занимает площадь 40,42 км². Почтовый индекс — 37024. Телефонный код — 045.
Покровителем коммуны почитается святитель Мартин Турский. Праздник ежегодно празднуется 11 ноября.

## Персоналии
- Абако, Иосиф Даль — бельгийский виолончелист и композитор.
- Томмази, Дамиано — итальянский футболист.

## Галерея

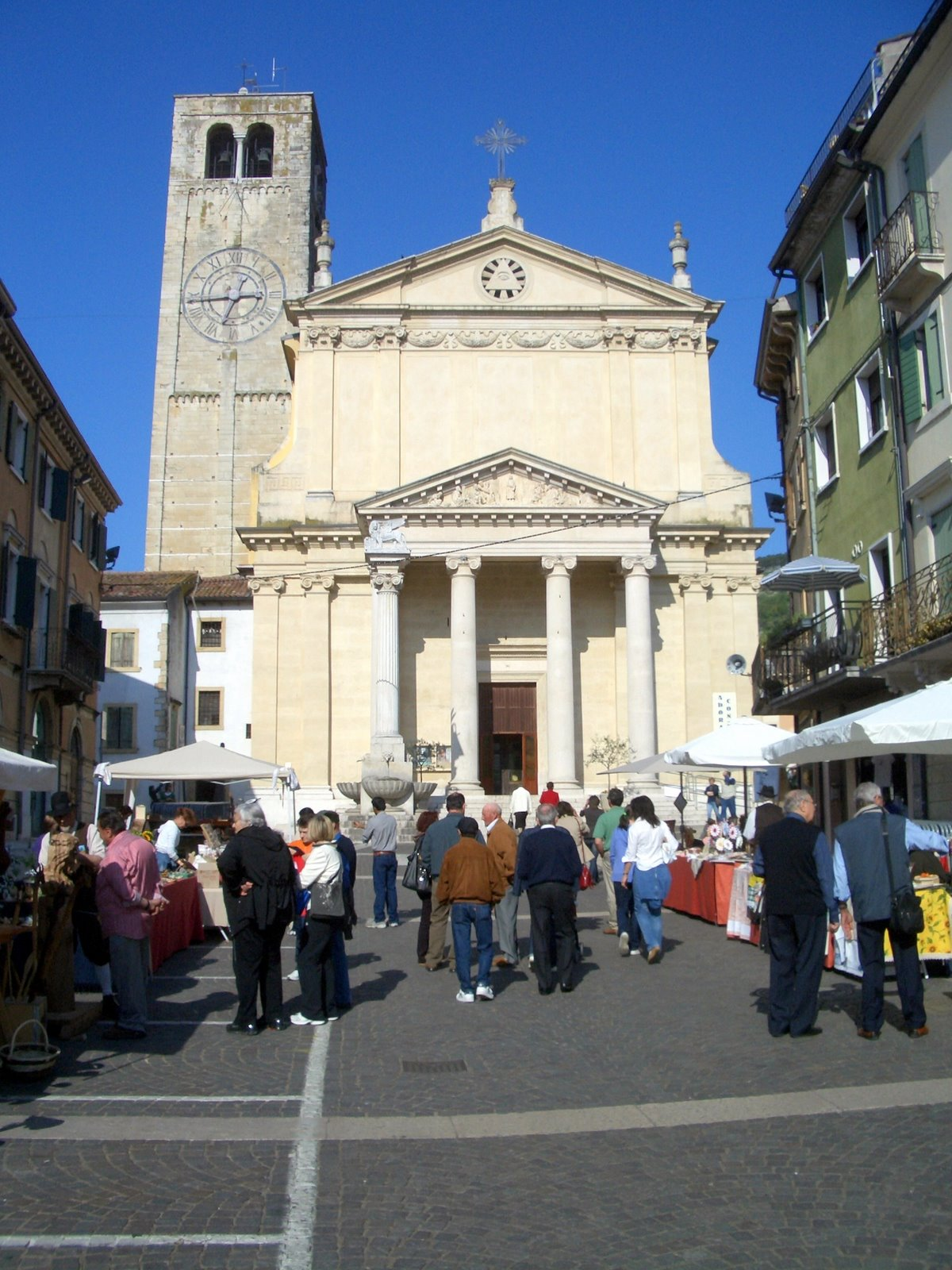
Chiesa di Negrar
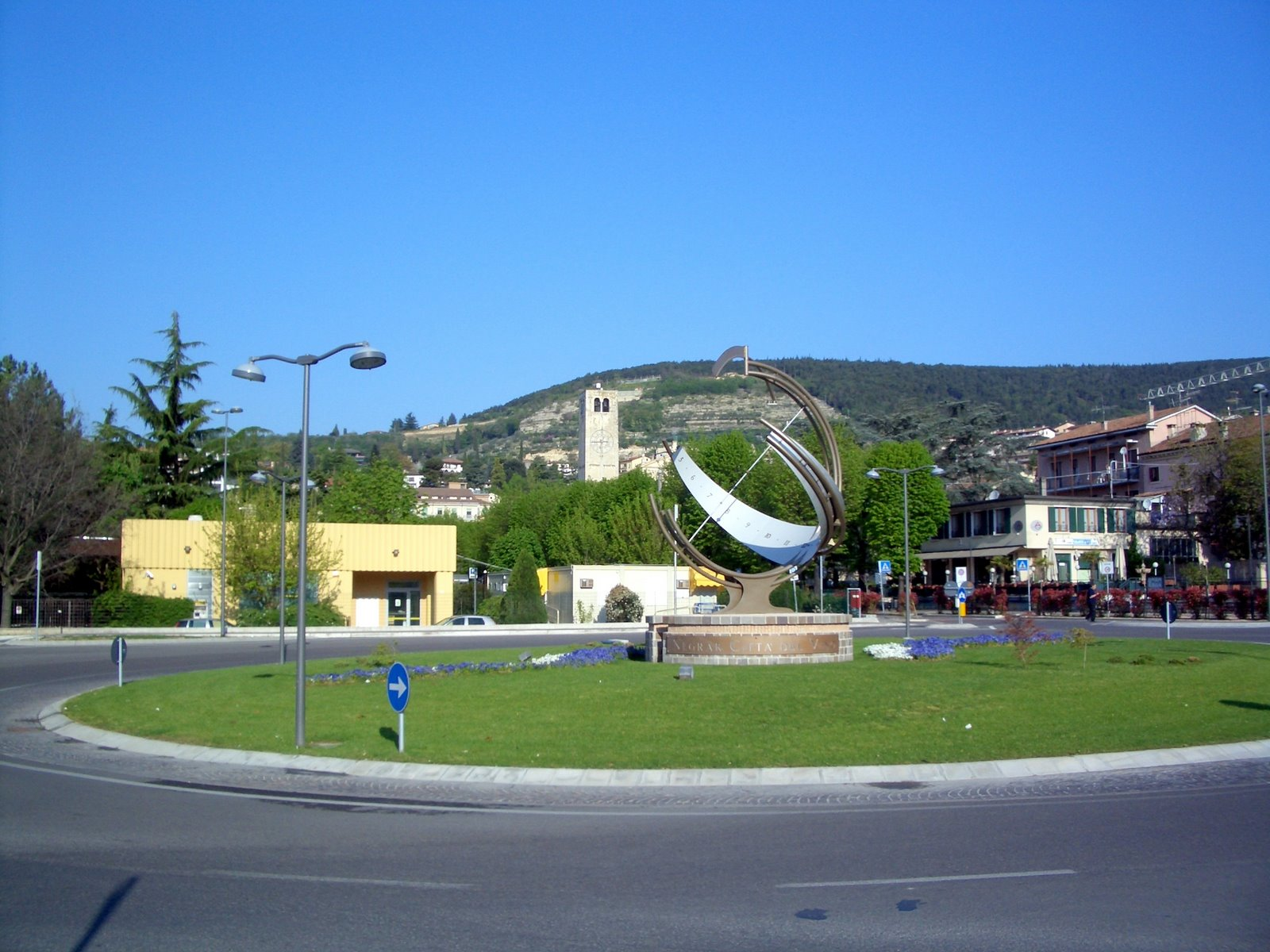
Rotonda nel comune di Negrar
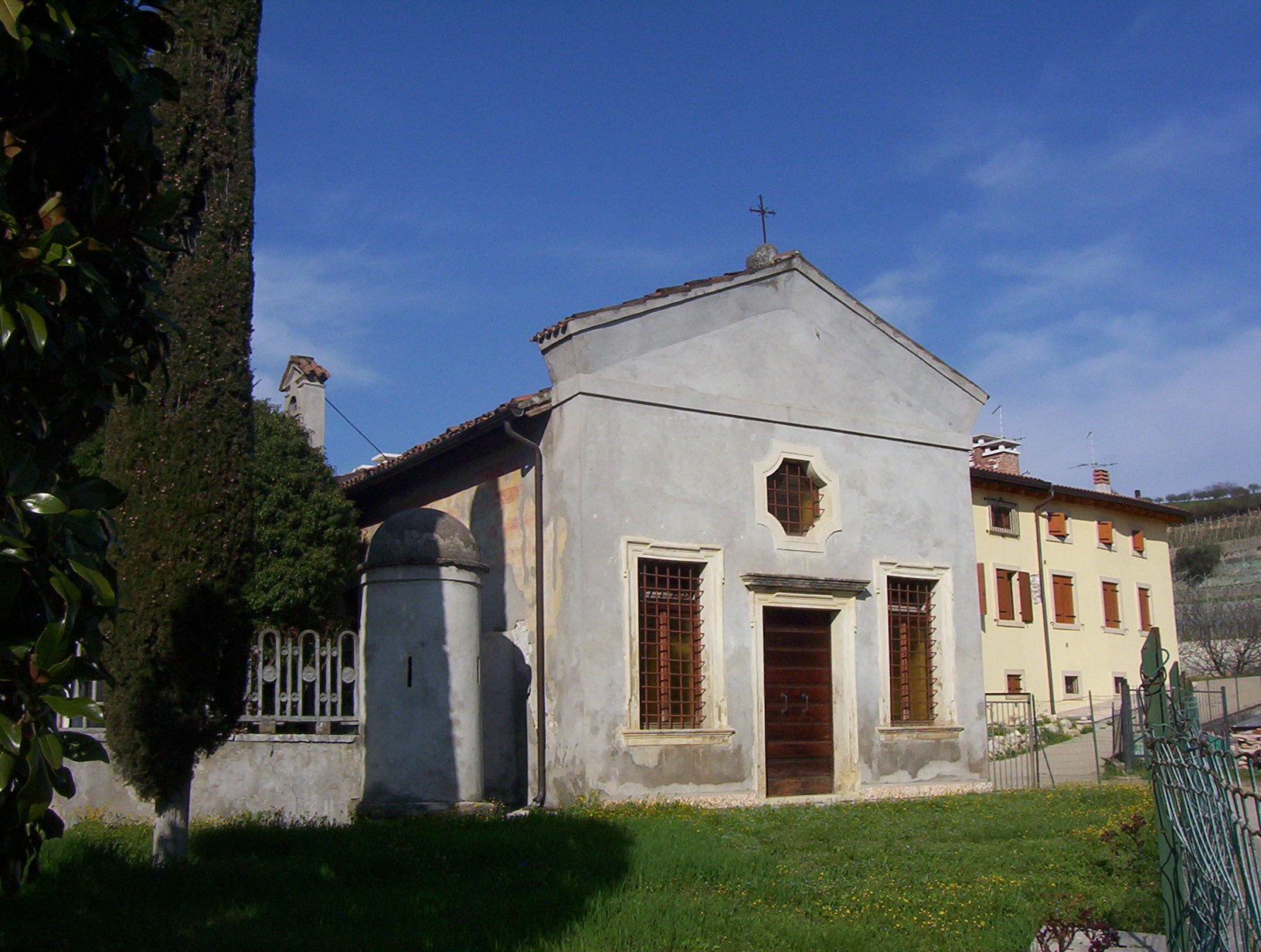
Chiesetta delle suore del don Calabria a Negrar
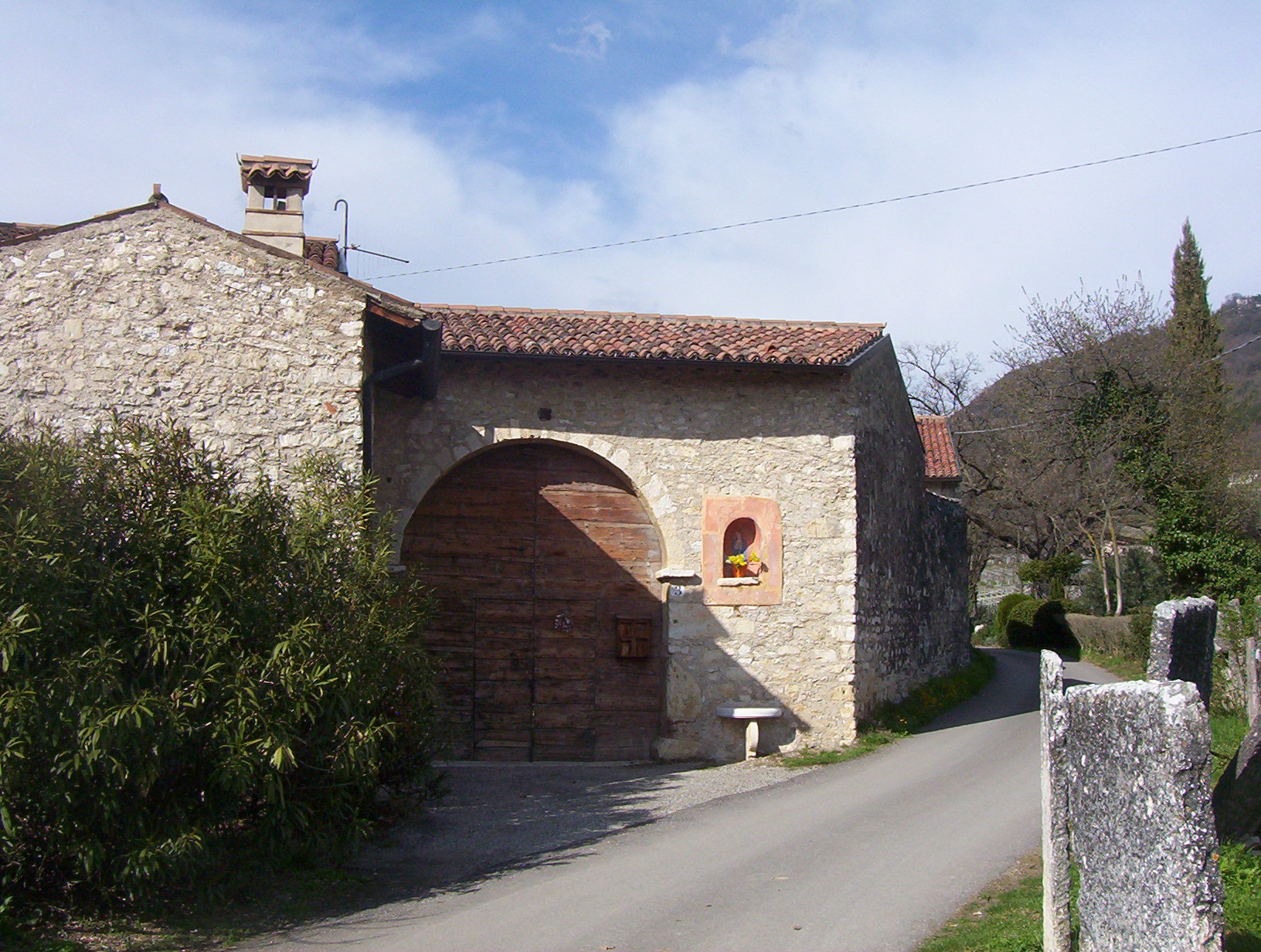
Contrada Castello
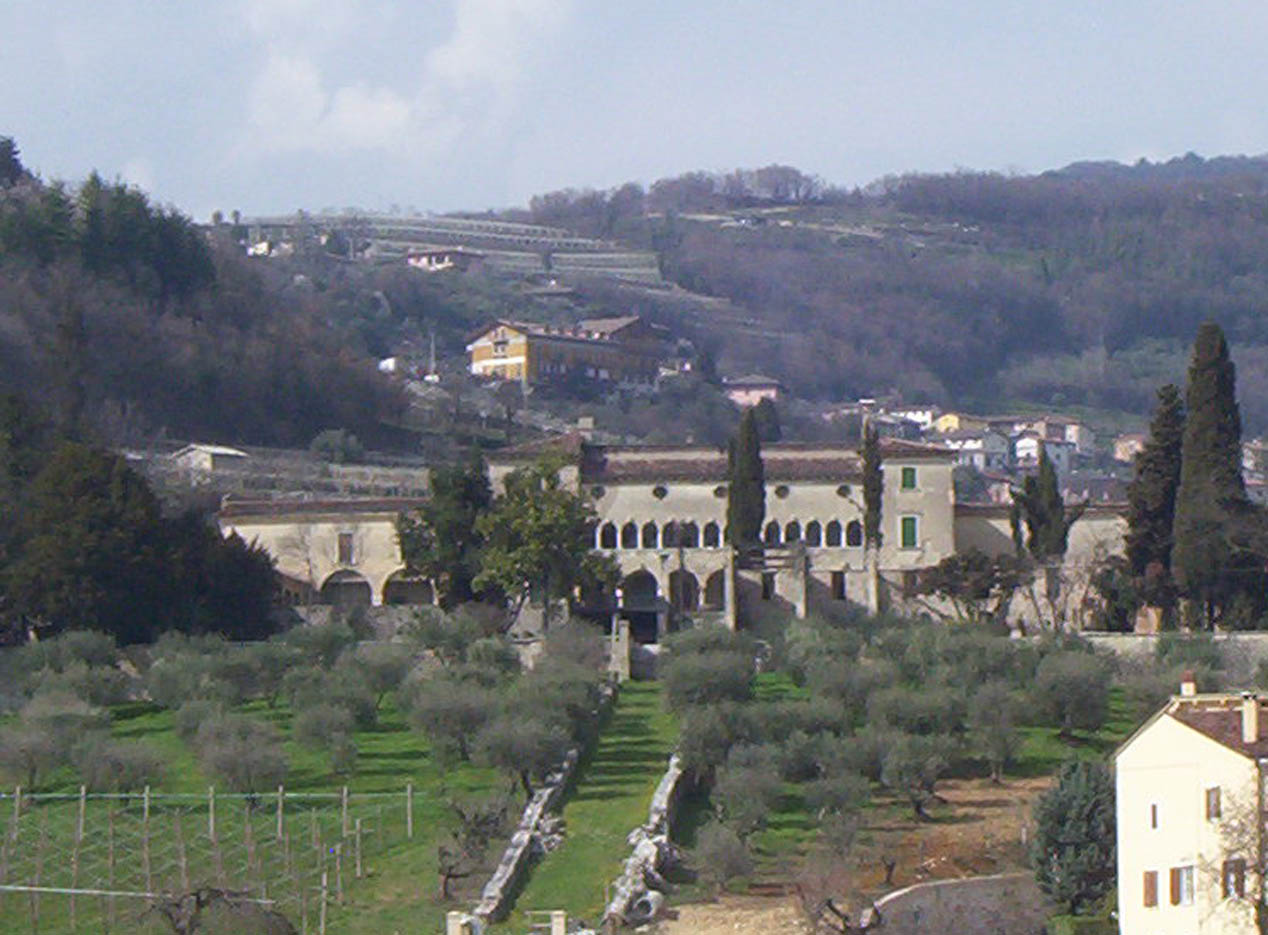
Vista di Villa Bertoldi
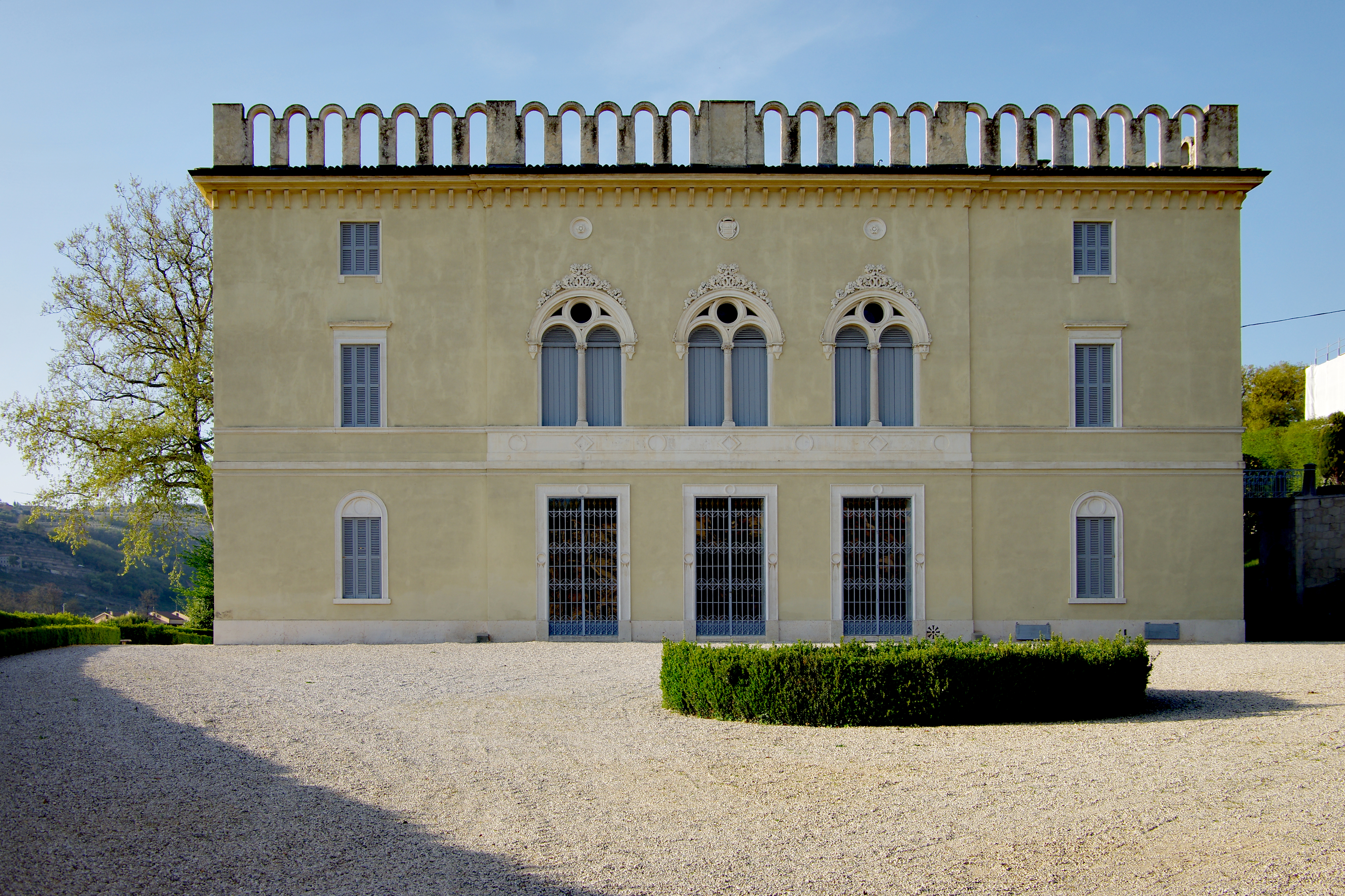
Vista di Villa Rizzardi
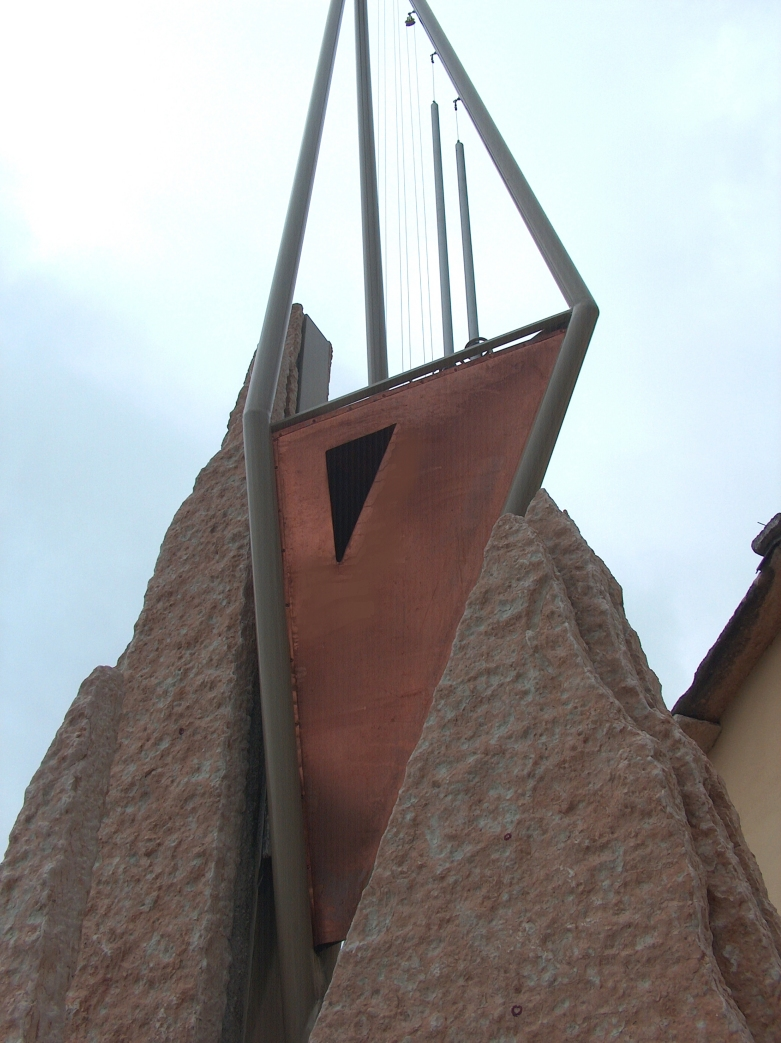
Arpa eolica di Mazzano

## Примечание
1. ↑  Statistiche demografiche ISTAT. demo.istat.it. Дата обращения: 13 декабря 2019. Архивировано 16 июля 2018 года.